# Tereh Géza
Tereh Géza (Szatmárnémeti, 1889. szeptember 20. – Szatmárnémeti, 1969. március 10.) matematika-fizika-kémia szakos középiskolai tanár, erdélyi magyar tankönyvíró, esztéta, költő; vívó, a szatmári vívósport megalapozója.

## Életútja
Tereh Lajos (1854–1895) szíjgyártó kisiparos és Munkácsi Erzsébet (1858–1929) gyermekeként született.
Szülővárosában a Református Főgimnáziumban érettségizett 1907-ben, a kolozsvári I. Ferenc József Tudományegyetem Matematika–Természettudományi Karán 1911-ben szerzett tanári diplomát, majd 1914-ben felső kereskedelmi iskolai tanári oklevelet is. Tanított Budapesten, majd 1913-tól nyugdíjba vonulásáig (1957) Szatmárnémetiben, a felső kereskedelmi iskolában és a líceumban. Közben 1940–44 között a szatmári magyar tankerületi főigazgatóság középiskolai szakelőadója.
1914 decemberében kapott behívót, vonult be és került a frontra, a 12. honvéd gyalogezrednél szolgált hadnagyként. Az 1915-ös przemyśli harcok során orosz hadifogságba került, ahonnan csak 1918-ban szabadult. Az I. világháború végén főhadnagyként szerelt le.
Képzőművészeti kritikái, főként a nagybányaiakról (Ziffer Sándor, Erdős I. Pál, Olejnik Janka, Krizsánné Csíkos Antónia, Kmetty János, Thormáné Kiss Margit) 1922-től a Szamos hasábjain jelentek meg, társadalmi témájú cikkeit a Revü közölte. Tagja volt az Erdélyi és Bánsági Újságíró Szervezetnek. Az 1940-es években publicistaként elhallgatott, csak negyedszázados megszakítással, 1967-ben közölte a Korunkban Modern művészetekről tárgyilagosan című tanulmányát, az Előrében pedig 1969-ben a szatmárnémeti vívás fénykorának történetét felelevenítő írását. Kéziratban maradt a szatmárnémeti vívás történetét és fejlődését bemutató nagyobb tanulmánya.
Számos román nyelvű középiskolai matematika (algebra) tankönyv jelent meg közreműködésével a kereskedelmi iskolák számára:
- Teoria asigurărilor (V. Suciuval, Szatmár, 1926)
- Aritmetică comercială. I–II. (társszerzők V. Suciu és D. Burariu, Szatmár, 1927)
- Algebra practică… (társszerzők V. Suciu és D. Burariu, Szatmár, 1930)
- Practică comercială (társszerzők V. Suciu és D. Burariu, Szatmár, 1930)
- Algebră practică (társszerzők V. Suciu és D. Burariu, Szatmár, 1938)
- Aritmetică raţională (társszerző V. Suciu, Szatmár, 1938)
- Algebră financiară. Cl. VII. (társszerző V. Suciu, Szatmár, 1938)
- Algebră financiară. Cl. VIII. (társszerző V. Suciu, Szatmár, 1938)

A középiskolai tanulók matematikai lapjának (Micul Matematician, Szatmárnémeti, 1936) egyik szerkesztője.
Önálló verskötete Közelebb Hozzád! (Nagyvárad, 1931) címmel jelent meg; több költeménnyel szerepelt az Istenes énekek (Nagyvárad, 1939) című, Berde Mária szerkesztette antológiában. Irodalmi hagyatékában egy kéziratos verskötet és kötetnyi német, francia és angol versfordítás maradt fenn.

## Kitüntetései
- 1. osztályú ezüst Vitézségi Érem[3]
- 2. osztályú ezüst Vitézségi Érem (1915)[4]

## Emlékezete
Tereh Géza tanár úr minden ellenszolgáltatás nélkül foglalkozott velem. Erre a nemes lelkű tanáremberre, mint első vívómesteremre, csak hálával tudok visszagondolni... Amellett, hogy a kardvívás technikai elemeit lebilincselően látványosan oktatta, kiváló pedagógiai érzékkel rendelkezett, és nagyon jó emberismerő volt... Vívásmódszere az olasz vívóiskola tanítását követte, de ezen nem lehet csodálkozni, hiszen az 1900-as évek elején, ő maga is Magyarország egyik leghíresebb vívómesterétől, az olasz Italo Santellitől tanulta meg a vívás „magasiskoláját”.